# Opius extremorientis
Opius extremorientis är en stekelart som beskrevs av Fischer 1999. Opius extremorientis ingår i släktet Opius och familjen bracksteklar. Inga underarter finns listade i Catalogue of Life.